# Marco Lund
Marco Lund (født 30. juni 1996) er en dansk fodboldspiller, der spiller for ungarske Diósgyőri VTK.

## Klubkarriere
Marco Lund spillede fra starten af sin fodboldkarriere i Esbjerg fB's samarbejdsklub Ansager IF. Han skiftede først til Grindsted GIF og dernæst til FC Midtjylland. Han spillede i FC Midtjylland, frem til at han blev U/17-spiller. Ved overgangen til U/17-spiller skiftede han til Esbjerg fB.

### Esbjerg fB
Han fik sin debut i Superligaregi for Esbjerg fB den 4. april 2016, da han blev skiftet ind i det 90. minut i stedet Jeppe Andersen i en 1-0-sejr hjemme over Viborg FF.
I slutningen af oktober 2016 skrev Lund under på en forlængelse af sin kontrakt med Esbjerg fB, hvormed parterne havde papir på hinanden frem til sommeren 2019. Han havde her spillet 17 superligakampe, hvoraf otte var med fuld spilletid, og Colin Todd roste ham i den forbindelse "ekstremt godt med sine præstationer".

### Odense Boldklub
Den 15. januar 2018 blev det offentliggjort, at Lund skiftede til Superligaklubben Odense Boldklub, hvor han skrev under på en kontrakt gældende frem til sommeren 2021. Han begrundede skiftet med, at han ikke længere ønskede at være reserve.